# Surtshellir
Surtshellir es una cueva de lava situada en el oeste de Islandia, a unos 60 km de la localidad de Borgarnes. Con aproximadamente 1800 metros de longitud, es la cueva más larga de este tipo en el país. Aunque se menciona en el trabajo medieval histórico-geográfico Landnámabók (libro de los asentamientos), Eggert Ólafsson fue el primero en dar una documentación completa de la cueva en su viaje de 1750 a la región. Su nombre se debe al fuego gigante Surtr, una figura prominente en la mitología nórdica, que está profetizado «para engullir un día al mundo en el fuego de su espada».